# أوليكسي سافتشينكو
أوليكسي سافتشينكو (بالأوكرانية: Савченко Олексій Віталійович)‏ هو لاعب كرة قدم أوكراني في مركز الوسط، ولد في 27 سبتمبر 1993 في Starovirivka ‏ في أوكرانيا. لعب مع دينامو كييف.

## وصلات خارجية
- أوليكسي سافتشينكو على موقع اتحاد أوكرانيا (الإنجليزية)
- أوليكسي سافتشينكو على موقع قاعدة بيانات كرة القدم.إي يو (الإنجليزية)
- أوليكسي سافتشينكو على موقع Soccerway.com (الإنجليزية)